# ۱٬۳-تیازپین
۱٬۳-تیازپین (به انگلیسی: 1,3-Thiazepine) با فرمول شیمیایی C5H5NS یک ترکیب شیمیایی با شناسه پاب‌کم 12932 است. که جرم مولی آن ۱۱۱٫۱۶۴۹ گرم بر مول می‌باشد. 